# Волково (Прилеп)
Волково (мкд. Волково) је насеље у Северној Македонији, у јужном делу државе. Волково припада општини Прилеп.

## Географија
Насеље Волково је смештено у јужном делу Северне Македоније. Од најближег већег града, Прилепа, насеље је удаљено 6 km јужно.
Волково се налази на источном ободу Пелагоније, највеће висоравни Северне Македоније. Село је смештено на североисточним падинама Селечке планине. надморска висина насеља је приближно 780 метара.
Клима у насељу је планинска због знатне надморске висине.

## Становништво
По попису становништва из 2002. године, Волково је имало 42 становника.
Претежно становништво у насељу су етнички Македонци (100%).
Већинска вероисповест у насељу је православље.